# Isin

Isin na mapě sumerských měst

Isin byl starověký sumerský městský stát, ležící na místě dnešní vesnice Išán al-Bahríjat v Iráku.
Isin byl důležitým obchodním centrem ležícím na umělém zavlažovacím a plavebním kanálu Isinnitum. Kultura, politické zřízení a náboženství Isinu byly výrazně ovlivněny urským vzorem. V Isinu byl sepsán Sumerský královský seznam, jehož cílem bylo představit místní panovníky jako pokračovatele slavné tradice. Ústřední roli hrál kult bohyně zdraví Nintinugy (zvané také Gula nebo Ninisina, tj. paní Isinu), jejím zvířecím průvodcem byl pes. Vladaři Isinu prováděli hierogamické sexuální rituály, představující spojení bohyně Inanny a pastýře Dumuziho.
Odhaduje se, že město vzniklo už v období obeidské kultury, ale jeho největší sláva se datuje až po roce 1953 př. n. l. Poté, co Elamité vyvrátili stát 3. dynastie urské, vysoký hodnostář Išbi-Erra přesídlil do Isinu, kde vybudoval mocný stát a vyhnal Elamity z dolní Mezopotámie. Isin byl pak spolu s Larsou nejvýznamnějším městským státem počátku druhého tisíciletí př. n. l., proto se závěrečné období sumerské civilizace podle tradiční periodizace nazývá období Isin nebo období Isin-Larsa. Existenci isinského státu ukončil amoritský král Samsu-Iluna, který město dobyl roku 1730 př. n. l.
V Isinu také sídlila v letech 1160 až 1026 př. n. l. čtvrtá dynastie středobabylonského období, která tak bývá někdy nazývána druhou isinskou dynastií.
Vykopávky na místě Isinu byly vypleněny v roce 2003 během války v Iráku.

## Seznam králů
- Išbi-Erra (1953 př. n. l. – 1921 př. n. l.)
- Šu-Ilišu (1920 př. n. l. – 1911 př. n. l.)
- Iddin-Dagan (1910 př. n. l. – 1890 př. n. l.)
- Išme-Dagan (1889 př. n. l. – 1871 př. n. l.)
- Lipit-Eštar (1870 př. n. l. – 1860 př. n. l.)
- Ur-Ninurta (1859 př. n. l. – 1832 př. n. l.)
- Bur-Suen (1831 př. n. l. – 1811 př. n. l.)
- Lipit-Enlil (1810 př. n. l. – 1806 př. n. l.)
- Erra-imitti (1805 př. n. l. – 1799 př. n. l.)
- Enlil-bani (1798 př. n. l. – 1775 př. n. l.)
- Zambija (1774 př. n. l. – 1772 př. n. l.)
- Iter-piša (1771 př. n. l. – 1768 př. n. l.)
- Ur-du-kuga (1767 př. n. l. – 1764 př. n. l.)
- Suen-magir (1763 př. n. l. – 1753 př. n. l.)
- Damik-ilišu (1752 př. n. l. – 1730 př. n. l.)